# Municipio de Lamadrid
El municipio de Lamadrid es un municipio en el centro del Estado de Coahuila al norte de México, se localiza en las coordenadas 101°47′41″ longitud oeste y 27°2′59″ latitud norte, a una altitud de 640 metros sobre el nivel del mar y aproximadamente a una distancia de 265 kilómetros de la capital del estado Saltillo , al oriente de la ciudad de Cuatrociénegas.
El municipio lleva el nombre de Francisco Lamadrid, un destacado militar mexicano, que combatió al lado del general Ignacio Zaragoza, en la Batalla de Puebla en 1862, contra el ejército francés. El municipio recibe este nombre a causa del rancho que fue vendido por Oscar Morales Hernández, Extesorero de Coahuila.

## Historia
El primer nombre que recibió este lugar fue Rancho Nuevo, y se encontraba dentro de la jurisdicción de Sacramento, posteriormente recibió el nombre de Congregación El Rosario.
El 12 de mayo de 1912, el gobernador del estado Venustiano Carranza decretó que esta congregación fuera erigida Villa bajo el nombre de Lamadrid.

## Política
El municipio se divide en 15 localidades, siendo las más importantes las siguientes:
Lamadrid (Coahuila) Cabecera municipal.
La Polka, se encuentra a seis kilómetros de la cabecera municipal.
El Cariño de la Montaña, El rancho de DON ARTURO tenía 3 puerquitos,y se localiza a 2 kilómetros de la cabecera municipal.
El Potrero Menchaca, se encuentra a seis kilómetros de la cabecera municipal.
El Marqués de Aguayo, se localiza a 23 kilómetros de la cabecera municipal.
El Molino, Se encuentra a 10 kilómetros de la cabecera municipal.
Rancho Fructífero, está ubicado a 11 kilómetros de distancia de la cabecera municipal.
Para la elección de representantes locales y federales el municipio pertenece a:
Local
XV Distrito Electoral Local de Coahuila
Federal
II Distrito Electoral Federal de Coahuila con cabecera en San Pedro de las Colonias.

## Población
De acuerdo con los resultados del Censo de Población y Vivienda 2000, efectuado por el Instituto Nacional de Estadística, Geografía e Informática (INEGI), para el año de 2000 en el municipio habitaban 1,780 personas. La población se incrementa eventualmente durante los períodos vacacionales y fines de semana, ya que existen numerosas viviendas de descanso de personas residentes en Cuatrociénegas, Monclova, Saltillo y Torreón principalmente.
Las principales actividades económicas de la población son la agricultura, la ganadería y el comercio. El poblado celebra sus fiestas patronales el 7 de octubre, día de Nuestra Señora del Rosario.

### Localidades
En el Censo de 2020 el municipio de Lamadrid contaba con 10 localidades.
| Código INEGI      | Localidad         | Población (2020) |
| ----------------- | ----------------- | ---------------- |
| 050160001         | Lamadrid          | 1 743            |
| Otras localidades | Otras localidades | 21               |
| Total municipal   | Total municipal   | 1 764            |